# Hanna (série de televisão)
Hanna (estilizado como HANNA) é uma série de televisão de drama e ação americana, baseada no filme de 2011 de mesmo nome, na Amazon Prime Video. A série foi criada e escrita por David Farr, dirigido por Sarah Adina Smith, e estrelado por Esme Creed-Miles, Joel Kinnaman e Mireille Enos.
O primeiro episódio foi disponibilizado na Amazon Prime Video como uma prévia limitada em 3 de fevereiro de 2019. A primeira temporada completa de oito episódios foi lançada em 29 de março de 2019. Em abril de 2019, a Amazon renovou a série para uma segunda temporada, que foi lançada em 3 de julho de 2020.
Em julho de 2020, a série foi renovada para uma terceira temporada.

## Premissa
Hanna é uma garota de 15 anos que vive com Erik, o único homem que ela conheceu como pai, em uma parte remota de uma floresta na Polônia. Erik uma vez recrutou mulheres grávidas para um programa da CIA, codinome UTRAX, onde o DNA das crianças era reforçado para criar super-soldados. Quando Erik se apaixona por Johanna, mãe de Hanna, ele resgata a bebê Hanna e eles fogem. A CIA então ordena que sua agente no local, Marissa, encerre o projeto e elimine todos os bebês. Depois de 15 anos escondidos na floresta na Polônia, Erik e Hanna chamam a atenção de Marissa, que promete caçá-los.

## Elenco e personagens

### Principal
- Esme Creed-Miles como Hanna, uma garota que fazia parte do programa UTRAX original quando criança, mas foi resgatada por Erik Heller, que a criou e a treinou sozinho.
- Mireille Enos como Marissa Wiegler / Yohanna (Cler), a agente da CIA encarregada do programa UTRAX original, que tem um interesse obsessivo por Hanna, mas que se transforma de inimiga em aliada de Hanna, assim, cuidando dela.
- Joel Kinnaman como Erik Heller (1ª temporada), um ex-agente da CIA que trabalhou para a UTRAX, mas resgatou Hanna após se apaixonar por Johanna, sua mãe.
- Noah Taylor como Dr. Roland Kunek (1ª temporada), um cientista que projetou o regime para os jovens agentes no segundo programa da UTRAX.
- Dermot Mulroney como John Carmichael (2ª temporada), o agente da CIA no comando de ambos os programas da UTRAX.

### Recorrente
CIA
- Khalid Abdalla como Jerome Sawyer (1ª temporada)
- Justin Salinger como Carl Meisner (1ª temporada)
- Andy Nyman como Jacobs (1ª temporada)
- Anthony Welsh como Leo Garner (2ª temporada), um supervisor de The Meadows que é responsável por doutrinar os estagiários.
- Cherrelle Skeete como Terri Miller (2ª temporada), uma nova transferida encarregada de usar a interação das redes sociais para cultivar estagiários no The Meadows.
- Katie Clarkson Hill como Joanne McCoy (2ª temporada), uma oficial da CIA que trabalha sob o comando de Carmichael no The Meadows.

Inglaterra
- Rhianne Barreto como Sophie (1ª temporada), a nova amiga de Hanna cuja família ela conheceu em Marrocos.

Alemanha
- Stefan Rudoph como Rudi (1ª temporada)
- Katharina Heyer como Elsa (1ª temporada)
- Peter Ferdinando como Lucas (1ª temporada)
- Benno Fürmann como Dieter (1ª temporada)

Polônia
- Joanna Kulig como Johanna Petrescu (1ª temporada), a mãe de Hanna.

UTRAX
- Yasmin Monet Prince como Tenente 249 / Clara Mahan, estagiária da UTRAX que é resgatada e foge com Hanna.
- Áine Rose Daly como Tenente 242 / Sandy Phillips, estagiária da UTRAX que é transferida para The Meadows.
- Gianna Kiehl como Jules Allen (2ª temporada), uma estagiária nas instalações de The Meadows com quem Sandy faz amizade.

### Convidado
CIA e UTRAX
- Michelle Duncan como Falsa Marissa (1ª temporada)
- Varada Sethu como Analista da CIA McArthur (1ª temporada)
- Andrea Deck como Carlsson (1ª temporada)
- Emma D'Arcy como Sonia Richter (2ª temporada), uma nova adição ao escritório de Marissa em Paris, mas na verdade, ela está trabalhando para Carmichael.

Inglaterra
- Lyndsey Marshal como Rachel (1ª temporada), a mãe de Sophie.
- Phaldut Sharma como Tom (1ª temporada), o pai de Sophie.

Alemanha
- Ursula Werner como Sara Heller (1ª temporada), mãe de Erik Heller.
- Narges Rashidi como Sima (1ª temporada), esposa de Dieter.

## Episódios
| Temporada | Temporada | Episódios | Episódios           | Originalmente lançado  |
| --------- | --------- | --------- | ------------------- | ---------------------- |
|           | 1         | 8         | 1                   | 3 de fevereiro de 2019 |
| 7         | 1         | 8         | 29 de março de 2019 |                        |
|           | 2         | 8         | 8                   | 3 de julho de 2020     |

### 1.ª Temporada (2019)
| N.º na série | N.º na temp. | Título Original Título no Brasil | Dirigido por      | Escrito por     | Lançamento             |
| --- | ------------ | -------------------------------- | ----------------- | --------------- | ---------------------- |
| 1 | 1            | "Forest" "Floresta" (BR)         | Sarah Adina Smith | David Farr      | 3 de fevereiro de 2019 |
| 15 anos depois de Erik Heller resgatar a bebê Hanna de uma instalação secreta na Romênia, os dois vivem nas profundezas da floresta polonesa. Erik treinou Hanna para ser uma incrível assassina e caçadora. Mesmo assim, ansiosa por crescer além das fronteiras de seu mundo isolado, ela começa a se aventurar para longe de casa. Isso atrai a atenção da agente da CIA Marissa Wiegler, que caça Hanna desde o nascimento.        |              |                                  |                   |                 |                        |
| 2 | 2            | "Friend" "Amigo" (BR)            | Sarah Adina Smith | David Farr      | 29 de março de 2019    |
| Após sua captura pelos homens de Marissa, Hanna deve lutar para escapar das instalações marroquinas da CIA e se juntar a Erik em Berlim. Ao longo do caminho, ela conhece Sophie, uma adolescente britânica de férias com sua família, que dá a Hanna seu primeiro gostinho do mundo real e da emoção da adolescência. No entanto, apesar desse vislumbre da normalidade, as ameaças de Marissa e seus agentes sempre estão por perto. |              |                                  |                   |                 |                        |
| 3 | 3            | "City" "Cidade" (BR)             | Jon Jones         | David Farr      | 29 de março de 2019    |
| Hanna e Erik se reencontram em Berlim, onde se escondem com seus velhos amigos do exército e ela aprende mais sobre o passado de seu pai. No entanto, Hanna continua a desejar a vida normal que ela teve com Sophie e fica cada vez mais frustrada com as restrições que seu próprio pai impõe a ela. Sentindo que Marissa está se aproximando deles, Erik e seus amigos começam a se preparar para um ataque.                        |              |                                  |                   |                 |                        |
| 4 | 4            | "Father" "Pai" (BR)              | Jon Jones         | David Farr      | 29 de março de 2019    |
| Erik mantém Marissa prisioneira, tentando negociar um acordo para tirar ele e Hanna em segurança de Berlim. Enquanto isso, Hanna se esconde com Dieter e sua família. Desesperada para saber mais sobre o que seu pai está fazendo, Hanna descobre um grande segredo de seu próprio passado. Quando um plano de fuga começa a se formar, Marissa tenta fazer o seu próprio.                                                            |              |                                  |                   |                 |                        |
| 5 | 5            | "Town" "Subúrbio" (BR)           | Amy Neil          | Ingeborg Topsoe | 29 de março de 2019    |
| Ainda se recuperando de suas revelações sobre Erik, Hanna se esconde no subúrbio de Londres com Sophie, que está mantendo sua nova amiga em segredo de seus pais. Sophie convence Hanna a ir a uma festa da escola onde Hanna experimenta a emoção de uma paixão adolescente pela primeira vez. Enquanto isso, os amigos de Erik tentam desesperadamente salvá-lo dos ferimentos fatais que ele sofreu ao fugir da captura.            |              |                                  |                   |                 |                        |
| 6 | 6            | "Mother" "Mãe" (BR)              | Amy Neil          | David Farr      | 29 de março de 2019    |
| O relacionamento de Sophie e Hanna começa a azedar por causa do interesse comum em Anton. Na sequência dessa discussão, Marissa chega na casa de Sophie fingindo ser a mãe de Hanna. Hanna se encontra dividida entre colocar Sophie e sua família em perigo ou desistir de sua própria liberdade e ir com Marissa. Enquanto isso, Erik é capturado e interrogado brutalmente por Sawyer e seus homens.                                |              |                                  |                   |                 |                        |
| 7 | 7            | "Road" "Estrada" (BR)            | Anders Engström   | David Farr      | 29 de março de 2019    |
| Percebendo que Hanna não aceitará mais nada além de toda a verdade, Erik a leva de volta para a Romênia para que ela possa aprender mais sobre seu passado. Enquanto isso, Marissa começa a sentir que Sawyer não estava contando a ela toda a verdade sobre a UTRAX. |              |                                  |                   |                 |                        |
| 8 | 8            | "Utrax" "Utrax" (BR)             | Anders Engström   | David Farr      | 29 de março de 2019    |
| Quando Erik revela a Hanna a verdade sobre a UTRAX, ela está determinada a agir. Enquanto isso, Marissa tenta descobrir por Sawyer o que realmente está acontecendo nas instalações. Erik e Hanna tentam resgatar estagiários da UTRAX, porém, eles conseguem convencer apenas uma estagiária, Clara, a escapar com eles. Eles conseguiram escapar da instalação com a ajuda de Clara, mas Erik sucumbe aos ferimentos.                |              |                                  |                   |                 |                        |

### 2.ª Temporada (2020)
| N.º na série | N.º na temp. | Título Original Título no Brasil                   | Dirigido por     | Escrito por       | Lançamento         |
| --- | ------------ | -------------------------------------------------- | ---------------- | ----------------- | ------------------ |
| 9 | 1            | "Safe" "Segura"                                    | Eva Husson       | David Farr        | 3 de julho de 2020 |
| Enquanto Hanna esconde Clara na vasta floresta do norte da Romênia, os estagiários restantes são transferidos para uma instalação educacional chamada The Meadows, onde recebem novas identidades e são encorajados a se socializarem. Marissa começa a encontrar Clara se passando por sua mãe online. Ela a atrai para um hotel em Bucareste, onde é emboscada e capturada pela UTRAX. Hanna segue e se reencontra com Marissa.          |              |                                                    |                  |                   |                    |
| 10 | 2            | "The Trial" "O Julgamento"                         | Eva Husson       | David Farr        | 3 de julho de 2020 |
| Marissa e Hanna voltam a Paris, e Clara é reintroduzida ao grupo no The Meadows. Sua natureza rebelde causa problemas, então Terri tem a tarefa de persuadi-la a seguir o programa. Perseguindo Clara, Hanna encontra a empresa farmacêutica por trás dos implantes médicos da UTRAX e participa de um teste de drogas. Ela descobre que as drogas são destinadas aos estagiários do The Meadows.                                          |              |                                                    |                  |                   |                    |
| 11 | 3            | "To The Meadows" "Indo a Meadows"                  | Eva Husson       | Paul Waters       | 3 de julho de 2020 |
| Hanna retorna à Passway Pharmaceuticals e segue Louis Dumont e as drogas para fora da cidade, ciente de que isso a levará para The Meadows. Marissa descobre que Sonia está na Bélgica e chega a Hanna bem a tempo, matando Sonia no processo. Hanna chega a The Meadows, pronta para salvar Clara, mas fica chocada ao descobrir que os planos de Terri para chegar até Clara funcionaram. Clara parece ter se acomodado.                 |              |                                                    |                  |                   |                    |
| 12 | 4            | "Welcome Mia" "Bem-Vinda, Mia"                     | Ugla Hauksdóttir | Laura Lomas       | 3 de julho de 2020 |
| Marissa se junta a Hanna no The Meadows, garantindo a ela que ela está do lado dela, organizando um plano de fuga para aquela noite. Hanna convence Clara a se juntar a eles, mas a comunidade familiar do The Meadows se mostra muito reconfortante para ela, e ela trai Hanna, colocando o poder de volta nas mãos de Carmichael. Enquanto isso, o agente da CIA Mannion encontra The Meadows, mas não há sinal de Hanna ou Marissa.     |              |                                                    |                  |                   |                    |
| 13 | 5            | "A Way To Grieve" "Uma Forma de Luto"              | Ugla Hauksdóttir | Nina Segal        | 3 de julho de 2020 |
| Marissa está presa em The Meadows, enquanto Hanna é encorajada a abraçar sua nova identidade como Mia Wolff. Mas fazer isso requer luto por Erik, o que Terri ajuda a acelerar. Marissa foge e convence Hanna a ir embora, apenas para Clara entrar em seu caminho. Clara atira em Marissa e diz a Carmichael que Hanna fez isso para impedir Marissa de sequestrá-la. Hanna é aceita de volta no The Meadows.                             |              |                                                    |                  |                   |                    |
| 14 | 6            | "You're With Us Now" "Agora Você Está Com a Gente" | Ugla Hauksdóttir | Charlotte Hamblin | 3 de julho de 2020 |
| Hanna e Jules são enviadas em sua primeira missão. Elas devem matar um jornalista em Londres que planeja se encontrar com um advogado militar com a intenção de expor os segredos da UTRAX. Enquanto isso, Sandy e Clara voam para Barcelona para recuperar as evidências. Hanna tenta recuar e une forças com Mannion na tentativa de salvar a vida de Nicola, mas Jules e Leo estão um passo à frente. As consequências são desastrosas. |              |                                                    |                  |                   |                    |
| 15 | 7            | "Tacitus"                                          | David Farr       | David Farr        | 3 de julho de 2020 |
| Hanna chega a Barcelona com a intenção de salvar Gelder e persuadir Clara a deixar a UTRAX. Hanna conta a Clara o nome e o paradeiro de sua mãe, deixando-a em conflito. Sandy ganhou a confiança da filha de Gelder, Kat, e fica furiosa quando Clara desiste de matá-los. Ela mata Gelder enquanto Hanna e Clara fogem com Kat. Marissa é encarregada de encontrar Hanna pelo colega de Mannion, Grant.                                  |              |                                                    |                  |                   |                    |
| 16 | 8            | "The List" "A Lista"                               | David Farr       | David Farr        | 3 de julho de 2020 |
| Após o assassinato de Gelder, Carmichael chega a Barcelona. Hanna, Clara e Kat se escondem em uma vila na encosta. Hanna retorna ao hotel e recupera a lista de alvos de Gelder. Ela é ajudada por Marissa, que segue Carmichael até a vila e o chantageia para levar seus companheiros líderes da UTRAX à justiça. Hanna permite que Clara se reúna com sua mãe antes de retornar a Marissa para ajudar a destruir a UTRAX.               |              |                                                    |                  |                   |                    |

## Produção

### Desenvolvimento
Em 23 de maio de 2017, foi anunciado que a Amazon havia dado à produção um pedido direto para a série. Esperava-se que David Farr, que co-escreveu o filme, escrevesse a série. Os produtores executivos foram definidos para incluir Marty Adelstein, Becky Clements, Scott Nemes e JoAnn Alfano. As produtoras envolvidas na série deveriam consistir na Tomorrow Studios e NBCUniversal International Studios.
Em 8 de fevereiro de 2018, foi anunciado que a série seria dirigida por Sarah Adina Smith e que a Working Title Television, com os produtores executivos Tim Bevan e Eric Fellner, havia se juntado à produção. Em 11 de abril de 2019, foi relatado que a Amazon renovou a série para uma segunda temporada, que estreou em 3 de julho de 2020. Em 13 de julho de 2020, a Amazon renovou a série para uma terceira temporada.
O criador e escritor da série, David Farr, diz sobre Hanna: "Sempre achei que o filme era estranhamente masculino, mas sabia que essa série de TV teria uma qualidade mais voltada para as mulheres".

### Seleção de elenco
Em 8 de fevereiro de 2018, foi anunciado que Mireille Enos, Joel Kinnaman e Esme Creed-Miles haviam sido escalados para os papéis principais da série. Em setembro de 2019, foi relatado que Dermot Mulroney, Anthony Welsh, Severine Howell-Meri, Cherelle Skeete e Gianna Kiehl estavam se juntando ao elenco de Hanna para sua segunda temporada, com Yasmin Monet Prince e Áine Rose Daly também retornando da primeira temporada.

### Filmagens
As gravações da série estavam previstas para começar em março de 2018 na Hungria, Eslováquia, Espanha e Reino Unido. As filmagens também aconteceram na Espanha, no porto de Almeria e na Estación Intermodal.
Para a segunda temporada, as filmagens aconteceram no Reino Unido, em Barcelona e em Paris. As filmagens também aconteceram no departamento francês de Nord, que dobrou como a cidade de Charleroi, na Bélgica.

## Lançamento
A primeira temporada completa de oito episódios de Hanna foi lançada em 29 de março de 2019. Em 3 de fevereiro de 2019, coincidindo com a transmissão de um teaser da série durante o Super Bowl LIII, o primeiro episódio foi disponibilizado no Amazon Prime Video como uma prévia limitada no tempo de 24 horas.

### Marketing
Em 4 de janeiro de 2019, um teaser trailer da série foi lançado. Em 30 de janeiro de 2019, outro teaser trailer foi lançado, que também foi transmitido como um comercial durante o Super Bowl LIII.

## Recepção
No agregador de resenhas Rotten Tomatoes, a série tem um índice de aprovação de 67% com base em 39 resenhas, com uma classificação média de 6,63/10. O consenso crítico do site diz: "Uma corajosa reimaginação do filme de 2011, Hanna adiciona novas rugas à mitologia e textura ao assassino titular — embora a longa jornada da série possa testar a paciência dos espectadores que querem suas fábulas violentas concisas." No Metacritic, tem uma pontuação média ponderada de 60 em 100, com base em 19 críticas, indicando "críticas mistas ou médias".
Nick Allen, do RogerEbert.com, deu uma crítica negativa à série, dizendo que "é um dos exemplos mais enlouquecedores de adaptação para filmes recentes, e não apenas porque é tão semelhante ao seu parente singular de 2011, Hanna de Joe Wright".
A segunda temporada teve uma pontuação de críticos do Rotten Tomatoes de 93%, indicando aclamação universal.

### Nomeações
No 1st Critics 'Choice Super Awards, a série recebeu três indicações: Melhor Série de Ação e Melhor Atriz em Série de Ação (Creed-Miles, Enos).